# 16 Dywizja Artylerii Przeciwlotniczej
16 Dywizja Artylerii Przeciwlotniczej (16 DAPlot.) – związek taktyczny artylerii przeciwlotniczej Sił Zbrojnych PRL.

## Formowanie i zmiany organizacyjne
Formowanie dowództwa dywizji rozpoczęto w 1951 roku w Koszalinie na terenie OW II.
Poszczególne oddziały tworzono na bazie 88 pułku artylerii OPL wyłączonego ze składu wojsk OPL i przeformowanego na pułk artylerii przeciwlotniczej. 
Na podstawie Rozkazu MON nr 0126/Org z 3 września 1963 oraz Zarządzenia szefa SG WP nr 0133/Org z 13 września 1963 rozformowano dowództwo 16 Dywizji Artylerii Przeciwlotniczej.

## Struktura organizacyjna w latach 1951–1955
dowództwo dywizji – Koszalin
- 65 pułk artylerii przeciwlotniczej – Gdańsk
- 82 pułk artylerii przeciwlotniczej – Rogowo
- 88 pułk artylerii przeciwlotniczej – Koszalin
- 95 pułk artylerii przeciwlotniczej – Rogowo

W styczniu 1956 ze składu 16 DAPlot wyłączony został 65 paplot i podporządkowany dowódcy okręgu.

## Dowódcy dywizji
- 1951-53 – płk Kazimierz Witkowski
- 1953-55 – ppłk Kazimierz Pundyk
- 1955-56 – ppłk Tadeusz Obroniecki
- 1956-59 – ppłk Wiktor Śmiszniewicz
- 1959-62 – płk Stanisław Rozwadowski
- 1962-63 - płk Jerzy Białas